# Rezerwat przyrody Nachal Dalijja
Rezerwat przyrody Nachal Dalijja (hebr. שמורת נחל דליה, Szemurat Nachal Dalijja) – rezerwat przyrody chroniący dorzecze strumienia Nachal Dalijja na Wyżynie Manassesa, na północy Izraela.

## Położenie
Rezerwat przyrody jest położony w centralnej części Wyżyny Manassesa, która oddziela Dolinę Jezreel od równiny przybrzeżnej na północy Izraela. Obejmuje on obszar dorzecza rzeki Nachal Dalijja pomiędzy kibucem Dalijja a moszawem Bat Szelomo.

## Rezerwat przyrody
Rezerwat został utworzony w dniu 26 października 2008 roku na powierzchni 775,5 hektarów. W chronionym obszarze zlewni znajduje się koryto rzeki Nachal Dalijja, rzeka Menasze oraz dwa mniejsze strumienie. Teren jest podmokły, a cieki wodne są zasilane przez jedenaście źródeł. Większą część rezerwatu porasta typowa roślinność terenów podmokłych z trzciną pospolitą, lasecznicą, osty, koper i oleandry. Wzdłuż strumieni rosną dęby Tabor, pistacje palestyńskie i niezwykle rzadkie ulmus canescens. Z fauny występują tutaj endemiczne ryby, żaby i jaszczurki. Okoliczne wzgórza są koncentracją różnorodnej roślinności trawiastej oraz wielu gatunków kwiatów.

## Turystyka
Aby dotrzeć do rezerwatu, należy iść pieszo wzdłuż koryta rzeki Nachal Dalijja. Teren rezerwatu nie jest dostępny dla osób niepełnosprawnych. Trasa zwiedzania biegnie wąskimi ścieżkami i zajmuje około 4 godzin. Po okolicznych wzgórzach wytyczone są szlaki do wycieczek rowerowych. Obszar całej Wyżyny Menassesa stanowi od 2011 roku rezerwat biosfery UNESCO. Rezerwat biosfery obejmuje obszary zalesione, źródła strumieni, wzgórza wulkaniczne i stanowiska archeologiczne.